# Colette Leloup
Pour les articles homonymes, voir Leloup.
Colette Leloup (1924-2007) est une monteuse de cinéma française. Seconde épouse de Jorge Semprún, elle a collaboré avec lui, mais aussi avec une dizaine de réalisateurs du XXe siècle.

## Biographie
Elle naît le 19 novembre 1924 dans le 14e arrondissement de Paris, et se marie en 1963 avec l'écrivain, scénariste et homme politique franco-espagnol Jorge Semprún (1923-2011) après qu'il eut divorcé de l'actrice et dramaturge française Loleh Bellon,.
Durant les années 1950, dans son appartement du boulevard Saint-Germain à Paris, elle reçoit, avec Jorge Semprún, des personnalités politiques de l'opposition espagnole, notamment Santiago Carrillo et Enrique Múgica.
Elle meurt dans le 14e arrondissement de Paris le 20 octobre 2007, est inhumée à Garentreville, où son époux possède une maison de campagne, et où il reposera auprès d'elle après sa mort en 2011,.

## Filmographie

### Assistante monteuse
- 1956 : Assassins et Voleurs de Sacha Guitry
- 1958 : Sacrée Jeunesse d'André Berthomieu
- 1959 : Toi, le venin  de Robert Hossein
- 1959 : Les Liaisons dangereuses 1960 de Roger Vadim
- 1960 : Le Dialogue des carmélites de Philippe Agostini et du Père Bruckberger
- 1963 : Strip-tease de Jacques Poitrenaud
- 1966 : La Curée de Roger Vadim[6]

### Monteuse
- 1967 : Loin du Vietnam de Chris Marker, avec séquences coréalisées par Joris Ivens, Claude Lelouch, Alain Resnais, Jean-Luc Godard, Agnès Varda et William Klein[7]
- 1968 : Je t'aime, je t'aime d'Alain Resnais[8]
- 1974 : Les Deux mémoires (documentaire) de Jorge Semprún
- 1979 : L'Adolescente de Jeanne Moreau[9]

### Monteuse son
- 1969 : Le Cerveau de Gérard Oury[10]